# بنجامين سيني
بنجامين سيني (بالفرنسية: Benjamin Sene)‏ (13 مايو 1994 في فرنسا - ) هو لاعب كرة سلة فرنسي في مركز الهجوم خلفي.

## وصلات خارجية
- بنجامين سيني على موقع الاتحاد الدولي لكرة السلة (الإنجليزية)
- بنجامين سيني على موقع كرة السلة الأوروبية.كوم (الإنجليزية)
- بنجامين سيني على موقع ريلجم (الإنجليزية)
- بنجامين سيني على موقع بروبوليرز (الإنجليزية)
- بنجامين سيني على موقع سبورتس رفرنس (الإنجليزية)